# NGC 4933C
NGC 4933C (другие обозначения — MCG -2-33-103, PGC 45143) — спиральная галактика (Sd) в созвездии Дева.
Этот объект не входит в число перечисленных в оригинальной редакции «Нового общего каталога» и был добавлен позднее.